# Cantonul La Vallée-du-Sausseron
Cantonul La Vallée-du-Sausseron este un canton din arondismentul Pontoise, departamentul Val-d'Oise, regiunea Île-de-France, Franța.

## Comune
- Auvers-sur-Oise (reședință)
- Butry-sur-Oise
- Ennery
- Frouville
- Génicourt
- Hédouville
- Hérouville-en-Vexin
- Labbeville
- Livilliers
- Nesles-la-Vallée
- Vallangoujard
- Valmondois